# Tomette

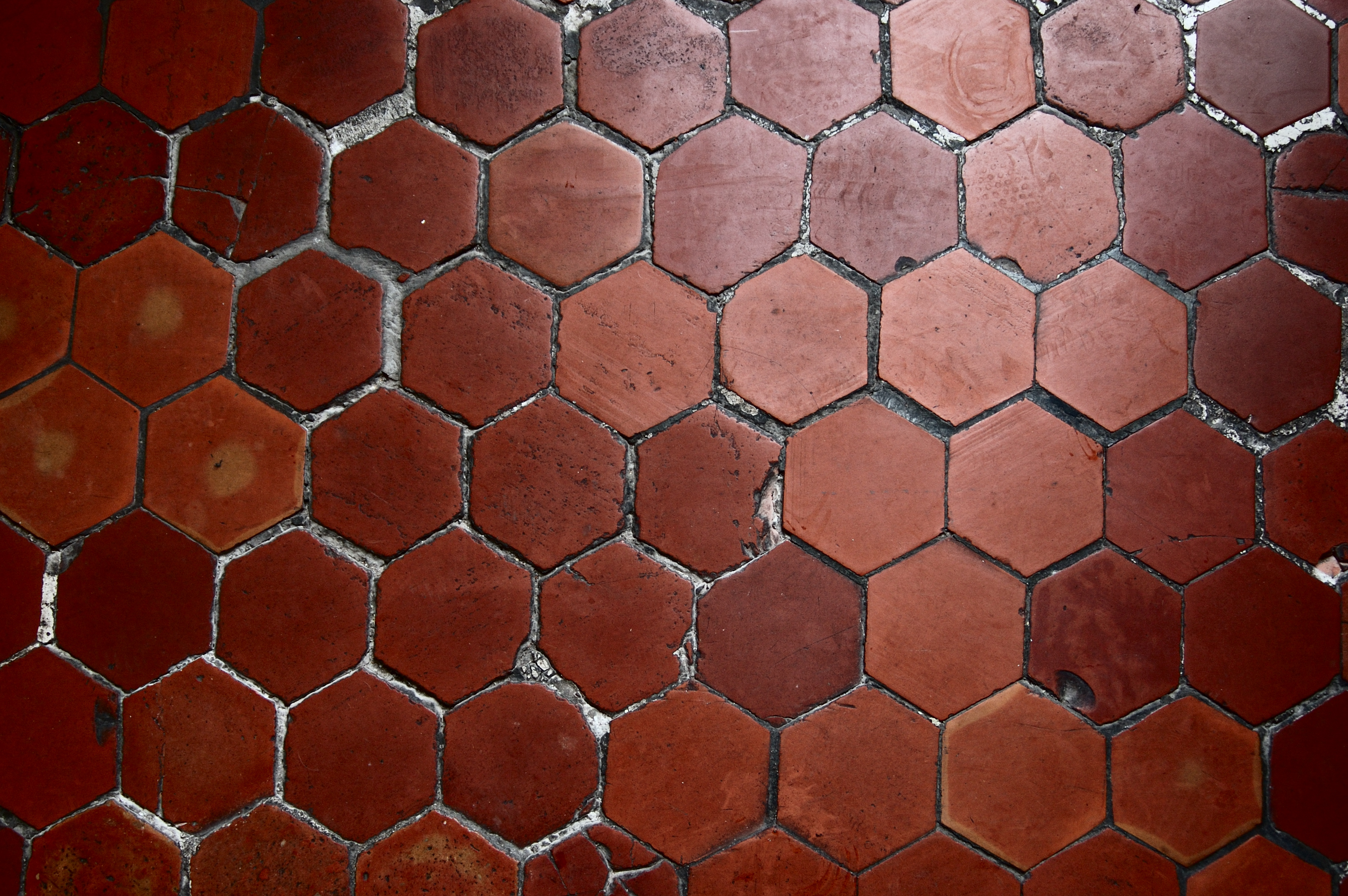
Tomettes in Aix-en-Provence

Tomette (okzitan. Tometa) ist eine meist gleichseitig-sechseckige, auch quadratische Terracotta-Fliese aus Frankreich. In der Provence wurden sie ausschließlich sechseckig hergestellt.

## Geschichte
Eine erste Blütezeit der Tomette-Produktion in Frankreich gab es im 18. Jahrhundert, als die Tomette bei Neubauten den Dielenboden ablöste. Steinfußboden galt als praktisch, auch weil zum Verlegen weniger qualifizierte Kenntnisse erforderlich waren. Zudem konnten Bodenunebenheiten und geringere Bodenfestigkeit besser ausgeglichen werden. Bessere Verkehrswege ermöglichten den Transport über größere Entfernungen. Mit der Zeit entstanden raffinierte Formen und eine Varietät an Farben. Die sechseckige Form hatte der viereckigen gegenüber den Vorteil, dass Trocknungs- und Senkungsrisse weitgehend verhindert wurden, und hat sich vor allem in der Provence als alleinige Produktionsform durchgesetzt. Die wichtigsten Herstellungsorte waren Apt und Salernes.
Die Mechanisierung im 19. Jahrhundert verhalf der Tomette zu einem erneuten Boom, von dem vor allem die Provence profitierte. Ein weiteres wichtiges Produktionszentrum war im Département Rhône die Region Beaujolais.
Bis in die Mitte des 20. Jahrhunderts waren die Fabrikationsstätten Manufakturen mit geringem Maschinenanteil. Andere Bauweisen, andere Kundenwünsche und andere, rationellere Fertigungstechniken führten vielerorts zu einem Rückgang der Produktion und der Schließung vieler, meist familiär geprägter Fertigungsbetriebe. In Salernes, der Hochburg in der Provence, schlossen in der Zeit von 1913 bis Ende der 1950er Jahre die meisten von anfänglich 53 Betrieben. Heute existieren noch 17 Produktionsstätten, die aber zum Teil auch auf andere Ton-Produkte wie Gebrauchskeramiken diversifiziert haben.

## Technik

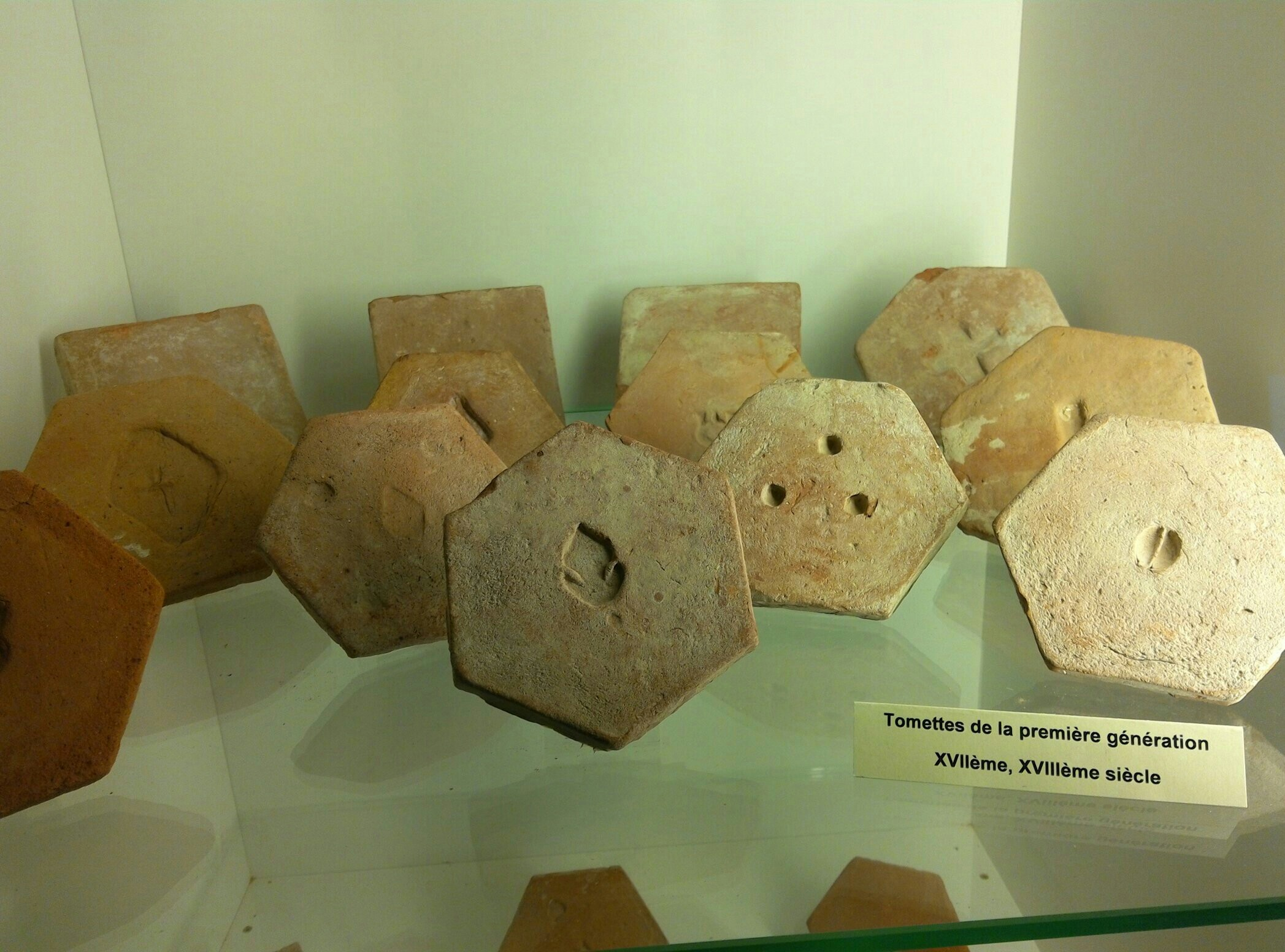
Rückseiten historischer Tomettes in Salernes

Die handtellergroßen Steinfliesen werden aus etwa 15 Kilogramm schweren Tongebinden gewalzt und mit einem Drahtgitter passgenau geschnitten. Das Material ist dabei lederhart. Abfälle werden vollständig zur Neuproduktion verwendet. Danach werden sie in einem Ofen geschichtet und gebrannt. Der Brand mit anschließender Abkühlung dauert etwa eine Woche. In dieser Zeit wird ein Parallelofen, der zuvor Fliesen gebrannt hat, ausgeräumt und neu bestückt, sodass ein kontinuierlicher Arbeitslauf gewährleistet ist.
Während im Norden Frankreichs eher dunklere Farben Verwendung finden, sind sie im Süden eher heller, werden aber durch ihre Nutzung ebenfalls dunkler in Farbnuancen zwischen beige, braun und rot. Die bis 1150 Grad Celsius gebrannten Fliesen hatten eine Dicke von zirka einem Zentimeter. Die Kantenlänge variierte von Betrieb zu Betrieb, um nicht mit anderen Herstellern kompatibel zu sein. Beim Einbau wurden die Fliesen auf eine Kalkschicht gelegt, unter der sich ein Erde-Sand-Kalk-Gemisch befand. Die Tomettes wurden nicht eingeschlämmt oder verputzt, sondern hielten durch ihre Passgenauigkeit, ihre saubere Verlegung und ihr Gewicht exakt auf Position.
Die Rückseiten der Tomettes wurden mit einem Fabrikationsstempel versehen, zum einen, um den Fabrikanten nach dem Brennen im gemeinsamen Ofen identifizieren zu können, zum anderen für den späteren Kunden, der so beim gleichen Hersteller nachbestellen konnte. Eine umfangreiche Sammlung dieser Stempel befindet sich im Haus der Keramik Terra Rossa in Salernes.

## Trivia
Im Südosten Frankreichs, im Zentralmassiv und in Savoyen wird in gleicher Form nach dem Vorbild der Tomettes ein gleichnamiger Käse hergestellt.